# Tabarca

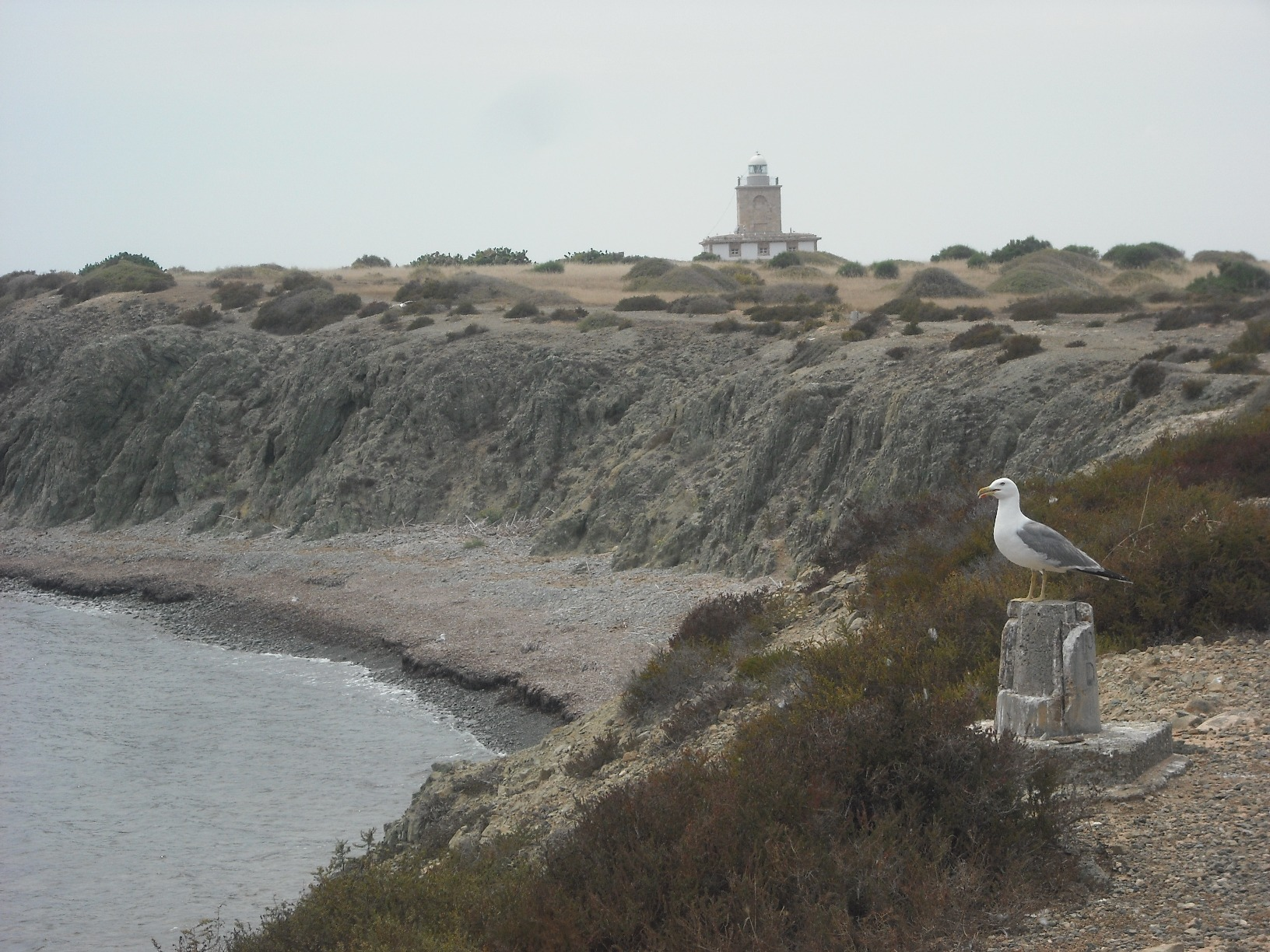
Tabarca - Playa Grande

Tabarca is een klein eiland dat zich voor de Spaanse kust bevindt op enkele kilometers van de plaats Santa Pola. Het eiland maakt deel uit van de provincie Alicante. Het is 1800 meter lang en het heeft een maximale breedte van 400 meter. De maximale hoogte bedraagt 15 meter.
In de onmiddellijke omgeving ervan liggen een aantal kleinere, onbewoonde, eilanden en klippen.

## Geschiedenis
Het eiland is lange tijd een eldorado voor piraten geweest. De Spaanse koning Karel III heeft het eiland echter doen bevolken met 300 Genuese voormalige krijgsgevangenen, die vastgehouden werden op het Tunesische eiland Tabarka. Deze werden daartoe vrijgekocht. Daarop werd het eiland in 1768 omgedoopt tot Nueva Tabarca. Voorheen heette het ook Isla Plana (Vlak eiland).
Het eiland werd gebruikt als vesting tegen de Berbers in Noord-Afrika. Het door de Genuezen te bevolken dorpje werd gebouwd volgens een rechthoekig stratenpatroon, overeenkomstig de denkbeelden van de Renaissance en de Verlichting. Het werd door verdedigingsmuren omgeven, die ook nu nog te bewonderen zijn, inclusief de twee poorten. De bouwmaterialen werden gewonnen op het Islote la Cantera, een onbewoond eilandje vlak bij het dorp.
De Petrus- en Pauluskerk (Iglesia de San Pedro y San Pablo) werd in 2007 gerestaureerd.
De Verdedigingstoren van San José werd gebouwd in 1789. Het is het meest opvallende gebouw buiten het stadje. In de 19e eeuw werd het gebruikt als een staatsgevangenis. Hieruit ontsnappen was moeilijk, ook al omdat het gebouw omringd was door een vierkante haag van cactussen, die deels nog intact is.
Verder nog naar het oosten bevindt zich de vuurtoren uit 1854. Op de uiterste oostpunt bevindt zich de begraafplaats. Omstreeks 1850 verloor het eiland zijn militaire betekenis. De bevolking kromp in tot 50 zielen in de wintertijd. Deze mensen leefden van de visserij. De geschiedenis en cultuur van het eiland worden gepresenteerd in het Museo Nueva Tabarca.

## Natuur
Het eiland is laag en aangezien het er vaak hard waait is de flora aangepast aan deze extreme omstandigheden. op het land is er dan ook een eenvoudig ecosysteem. Het eiland is opgebouwd uit vulkanisch materiaal, waarin door de golfslag holten zijn gevormd. Men kan het gehele eiland gemakkelijk te voet bezoeken.
Het heldere water dat het eiland omringt maakt het tot een kraamkamer van vele levensvormen. De omgeving van het eiland is dan ook tot zeereservaat uitgeroepen.

## Bereikbaarheid
Er is een bootverbinding van het eiland met Alicante terwijl er ook vanuit het nabijere Santa Pola een veerdienst is. Vanuit Torrevieja, Benidorm en El Campello is het eiland ook bereikbaar.